# Bohdaniwka (Berdjansk)
Der ukrainische Ort Bohdaniwka (ukrainisch Богданівка) geht auf das russlandmennonitische Dorf Gnadenfeld zurück.

## Gnadenfeld
Der Ort wurde 1835 von der Gemeinde der Altflämischen Mennoniten aus Brenkenhofswalde (heute: Jęczydół) und Franztal in der Neumark gegründet. Trotz der bereits bestehenden Einreisesperre bemühte sich der Gemeindevorsteher bei Zar Nikolaus I. um Erlaubnis in Südrussland zu siedeln. Der Ortsname nimmt Bezug auf die kaiserliche Barmherzigkeit, die Siedlung zu erlauben.
Im Gegensatz zu anderen Mennonitischen Ortsgründungen, die meist im Flusstal lagen, liegt Gnadenfeld auf einem flachen Hügel. Das Dorf hatte zwei parallelen Hauptstraßen mit jeweils 20 Vollwirtschaften Zwischen den beiden Hauptstraßen zog sich der Kirchensteig, ein 8,5 m breiter Fußweg. 1860 lebten hier über 580 Menschen Während der Umstrukturierung der Bezirksverwaltung in Russland 1870 wurde Gnadenfeld zum Verwaltungszentrum des 27 Dörfer umfassenden östlichen Teils der Kolonie. Zu den örtlichen Unternehmen zählten drei Windmühlen, zwei Buchläden, ein Maschinenpark, ein Mehlhandel, ein Holzlager, einen Kaufladen und ein Gasthaus. Im Ersten Weltkrieg wurde der Ort in Bogdanowka umbenannt. Mit der Kollektivierung wurde der Ort Sitz der Kolchose Karl Marx. Die meisten verbliebenen Mennoniten flogen 1943 nach Deutschland. Kirche, Mädchenschule und Verwaltungsgebäude sind zerstört worden
Einige mennonitische Wohnhäuser sind teils gut erhalten, auch die Gebäude des Postamts, der Holzlagers Toews und das immer noch als solches genutzte Krankenhaus. Auf dem Friedhof gibt es heute einen den Mennoniten gewidmeten Gedenkstein.

## Kirche
Der Kirchsteig führte direkt zum Haupteingang der Kirche. Die Kirche wurde 1854 nach dem Vorbild der Mennonitenkirche Danzig errichtet. Große Ähnlichkeiten bestanden in den senkrecht gestreckten gewölbten Fenstern, den Proportionen des Baukörpers und der Dachform. Auch im Inneren bestanden Ähnlichkeiten, mit Kanzel und Podium gegenüber dem Haupteingang und Emporen an den beiden Querseiten. Die Kirche wurde 1933 geschlossen, 1941 unter deutscher Besatzung wiedereröffnet, danach in ein Kino umgewandelt. Heute ist das Gelände eine Gedenkstätte.

## Zentralschule
Im Jahr 1850 fiel ein Beschluss zum Bau einer Zentralschule, genannt Brüderschule. Das Gebäude wurde bis 1859 errichtet. Das Bauwerk ist in schlechtem Zustand erhalten.